# LVM3
LVM3는 인도우주연구기구(ISRO)의 중형 발사체이다.

## 개요
ISRO는 수차례의 지연과 2014년 12월 18일 준궤도 시험 비행을 거쳐 2017년 6월 5일, 사티시 다완 우주센터에서 LVM3의 첫 번째 궤도 시험 발사를 성공적으로 수행하였다. 사업의 총 개발 비용은 2,962억 7,800만 루피이다.
GSLV 로켓을 발전시킨 것이나, GSLV 로켓에서 개조한 것은 아니다. GSLV-I은 러시아산 3단 로켓을 사용하는 반면, GSLV-II는 이를 인도산으로 바꾸었다. 하지만 미사일 기술 통제 체제(MTCR)를 이유로 미국이 러시아의 대인도 기술지원을 반대하여 GSLV-II는 취소되었다. GSLV-III는 인도가 독자개발한 엔진을 사용할 것이다.

## 엔진
1단 로켓은 추력 80톤 비카스 (로켓 엔진) 2개를 묶어서 사용한다. 한국의 추력 75톤 KRE-075, 북한의 추력 80톤 백두엔진과 추력이 비슷한데, UDMH를 사용하는 점에서 북한과 거의 똑같다.

## 부스터
GSLV-III의 부스터는 S200이다. 이것은 무게가 200톤인 대형 고체 로켓 부스터이다. 2개가 사용된다. 각각의 직경은 3.4 m, 길이는 25 m이다. 785 톤포스 (7.70 MN)의 추력을 낸다.
제원
- Stage0: 2 x GSLV-3 S200.
- Gross Mass: 240,000 kg (554,301 lb).
- Empty Mass: 40,000 kg.
- Mass Fraction: 0.83 (S125 and S139 have a mass fraction of 0.82)
- Thrust (vac): 7698 kN.
- Isp (Vac): 269 sec
- Burn time: 106-108 seconds (based on S125 and S139)

## 업그레이드
보통은 부스터, 1단, 2단으로 부르는데, 인도는 부스터를 1단, 1단을 2단, 2단을 3단으로 부른다. 추력 80톤 비카스 엔진 2개를 추력 200톤 SCE-200 엔진 1개로 교체할 계획이다. 비카스 엔진이 유독성인 UDMH를 사용하는데 비해, SCE-200 엔진은 한국의 나로호, 누리호처럼 액체산소/등유 엔진이다.
한국은 나로호 사업 때 러시아로부터 추력 200톤 RD-191 엔진을 국내 라이센스로 생산하기로 계약했다가, 미국이 항의했고, 러시아가 일방 취소해서 계약이 무산되었다. 그래서 우크라이나 유즈노예에서 기술을 도입해 추력 75톤 KRE-075 엔진을 개발했다. 반면에, 인도는 우크라이나 유즈노예에서 기술도입해 추력 200톤 SCE-200 엔진을 개발했다. 한국도 인도처럼 우크라이나에서 SCE-200 엔진을 도입할 것이라는 계획은 보도된 적이 없다. 북한의 로켓 엔진도 우크라이나 유즈노예에서 기술을 가져왔다고 알려져 있다.

## 비교되는 로켓
- 타이탄 IIIC
- H-IIA
- 아틀라스 V
- 팰컨 9
- 안가라 로켓
- 델타 IV

## 같이 보기
- ISRO 유인 우주선
- 인도우주연구기구(ISRO)
- PSLV